# 韋塞萊 (安德里耶沃-伊萬尼夫卡市鎮)
47°25′17″N 30°32′21″E / 47.42139°N 30.53917°E
韋塞萊（烏克蘭語：Веселе）是位於烏克蘭西南部的村莊，由敖德萨州贝雷济夫卡区的安德里耶沃-伊萬尼夫卡市鎮負責管轄。該村始建於1965年，面積0.79平方公里，海拔高度28米，2001年人口143，人口密度每平方公里181.01人。